# Sylvin
Sylvin ist ein eher selten vorkommendes Mineral aus der Mineralklasse der Halogenide. Es kristallisiert im kubischen Kristallsystem mit der Zusammensetzung KCl, ist also chemisch gesehen Kaliumchlorid.
Sylvin entwickelt meist würfelförmige oder oktaedrische Kristalle und Kombinationen. In reiner Form ist er farblos und durchsichtig. Durch vielfache Lichtbrechung aufgrund von Gitterbaufehlern oder polykristalliner Ausbildung kann er jedoch auch weiß erscheinen und durch Fremdbeimengungen eine hellgraue, hellblaue, gelbliche bis rötliche oder violette Farbe annehmen.
Sylvin bildet zusammen mit Halit sowie geringen Mengen anderer Minerale das Gestein Sylvinit.

## Etymologie und Geschichte
Seinen bis heute gültigen Namen Sylvin erhielt das Mineral 1832 durch François Sulpice Beudant, der es nach dem niederländischen Physiker und Chemiker Franciscus Sylvius (eigentlich Franz de le Boë bzw. Franciscus de le Boë Sylvius, 1614–1672) benannte, wobei er sich eigentlich auf das in der Medizin bereits bekannte und genutzte KCl-Präparat Sel digestis de Sylvius (deutsch Digestivsalz des Sylvius) bezieht. In seinen Aufzeichnungen hält Beudant zudem weitere bis dahin bekannte Synonyme für Sylvin fest: Muriate de Potasse, Chlorure de potassium, Salzsaures Kali, Sél fébrifuge und Sel marin régénéré.
Als Typlokalität gilt der Vesuv in Italien.

## Klassifikation
Bereits in der mittlerweile veralteten, aber noch gebräuchlichen 8. Auflage der Mineralsystematik nach Strunz gehörte der Sylvin zur Mineralklasse der „Halogenide“ und dort zur Abteilung der „Einfachen Halogenide“, wo er zusammen mit Bromargyrit, Carobbiit, Chlorargyrit, Halit und Villiaumit die „Halit-Reihe“ mit der System-Nr. III/A.02 bildete.
Die seit 2001 gültige und von der International Mineralogical Association (IMA) verwendete 9. Auflage der Strunz’schen Mineralsystematik ordnet den Sylvin in die etwas verfeinerte Abteilung der „Einfachen Halogenide ohne H2O“ ein. Diese ist zudem weiter unterteilt nach dem Stoffmengenverhältnis von Metall (M) zu Halogen (X), so dass das Mineral entsprechend seiner Zusammensetzung in der Unterabteilung „M : X = 1 : 1 und 2 : 3“ zu finden ist, wo es zusammen mit Carobbiit, Griceit, Halit und Villiaumit die „Halitgruppe“ mit der System-Nr. 3.AA.20 bildet.
Auch die vorwiegend im englischen Sprachraum gebräuchliche Systematik der Minerale nach Dana ordnet den Sylvin in die Klasse und gleichnamige Abteilung der „Halogenide“ ein. Hier ist er ebenfalls zusammen mit Halit, Villiaumit, Carobbiit und Griceit in der „Halitgruppe“ mit der System-Nr. 09.01.01 innerhalb der Unterabteilung der „Wasserfreien und wasserhaltigen Halogenide mit der Formel AX“ zu finden.

## Kristallstruktur
Sylvin kristallisiert isotyp mit Halit im kubischen Kristallsystem in der Raumgruppe Fm3m (Raumgruppen-Nr. 225) mit dem Gitterparameter a = 6,29 Å sowie 4 Formeleinheiten pro Elementarzelle.

## Eigenschaften
Sylvin sieht dem Halit (Natriumchlorid NaCl) täuschend ähnlich. Zur Unterscheidung der Salze wurden in einer bergmännischen Probe des 19. Jahrhunderts die unterschiedliche Dichten von Halit (2,168 g/cm3) und Sylvin (1,993 g/cm3) genutzt: Die zerstoßene Probe wurde mit einer Mischung im Verhältnis 2 : 3 von Bromoform und Tetrachlormethan geschüttelt. In diesem Gemisch mit der Dichte 2,1 g/cm3 sinken Halit und alle Begleitgesteine unter, während Sylvin aufschwimmt.
Sylvin ist sehr leicht wasserlöslich und schmeckt salzig mit einem bitteren Nachgeschmack.
Durch geringe Gehalte des radioaktiven Isotops 40K ist Sylvin als schwach radioaktiv eingestuft und weist eine spezifische Aktivität von etwa 16 Bq/g auf.

## Bildung und Fundorte

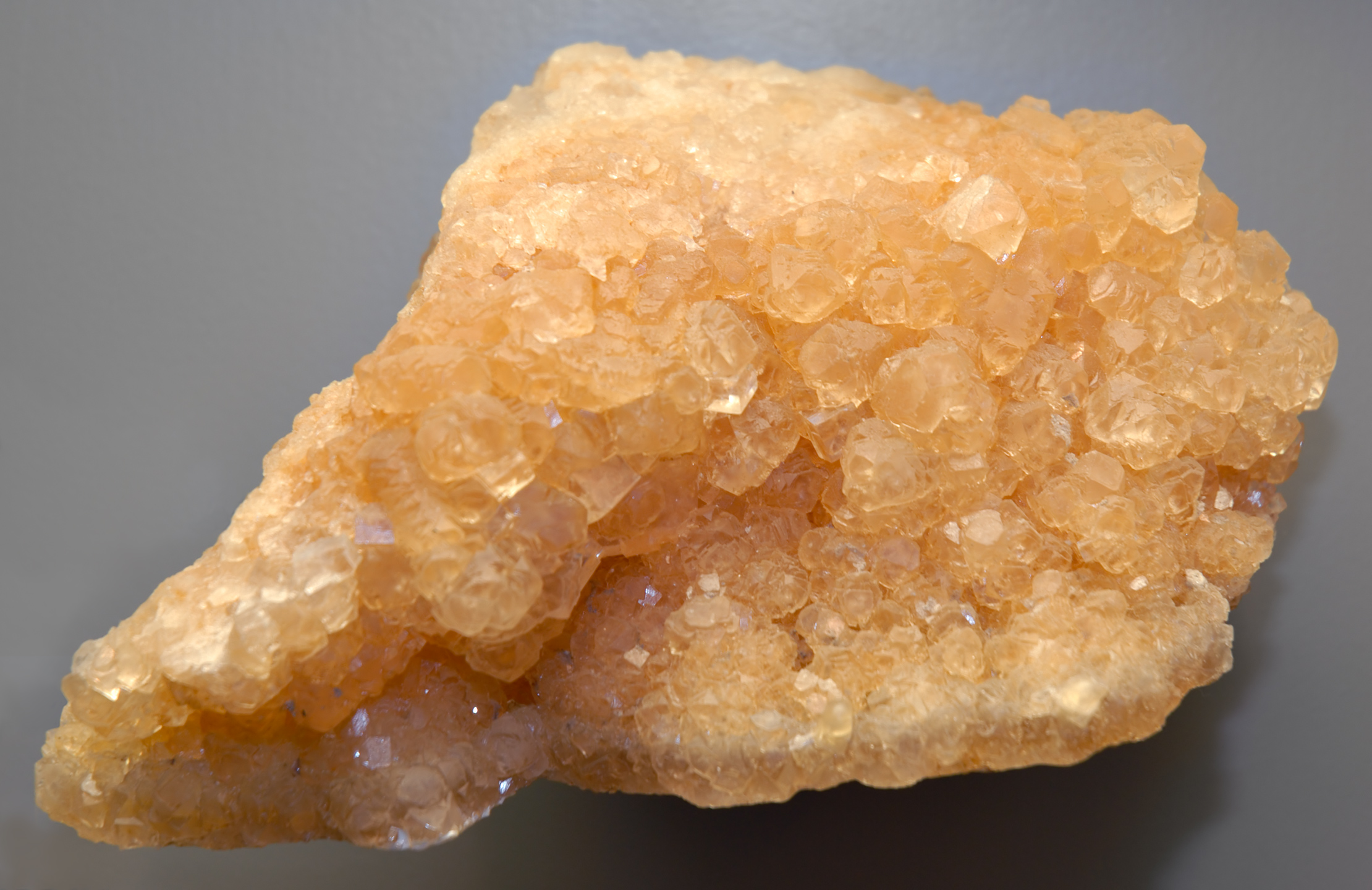
Sylvin, gefunden in Sondershausen

Kalisalze entstehen durch Kristallisation der im Meerwasser gelösten Stoffe erst, nachdem das Löslichkeitsprodukt von Calciumcarbonat, Gips und Natriumchlorid bereits überschritten wurde. Da Kalium- und Magnesiumchloride und -sulfate sehr leicht wasserlöslich sind, muss Meerwasser fast vollkommen verdunsten, bevor Kalisalze kristallisieren. Dies erklärt die Seltenheit von Kalisalzlagerstätten im Vergleich zu Steinsalzlagerstätten. Sylvin und Sylvinite (Gestein aus Halit, Sylvin und teilweise anderen Salzmineralien) scheinen eher durch Umkristallisation aus Carnallititen durch gesättigte Natriumchlorid-Lösungen zu entstehen, deren Folgeprodukte Sylvin(it) und eine an Magnesiumsionen angereicherte Natriumchloridlauge sind. Diese Umwandlung findet auch heute noch (meist ungewollt) in Kalisalzlagerstätten statt und führt zur Beeinträchtigung der bei der Gewinnung stehen gebliebenen Restpfeiler von carnallitischen Kalisalzlagerstätten. Sylvinitbereiche finden sich als besonders wertvolle Randfazies der viel häufigeren carnallititischen Kalisalze. Begleitminerale sind Halit, Carnallit und andere.
Als eher seltene Mineralbildung kann Sylvin also an verschiedenen Fundorten zum Teil reichlich vorhanden sein, insgesamt ist er aber wenig verbreitet. Als bekannt gelten bisher (Stand: 2018) rund 280 Fundorte.
Fundorte waren früher unter anderem Staßfurt und Wathlingen, heute z. B. Neuhof-Ellers, Sondershausen, Zielitz und andere Kalisalzlagerstätten in Deutschland, Beresniki und Solikamsk in der Region Perm in Russland, Kalusch in der Ukraine, in Saskatchewan in Kanada sowie Saltonsee in den USA, sowie grundsätzlich in allen Kalisalzlagerstätten, die Sylvinit abbauen.

## Verwendung
Sylvin dient als Rohstoff für die Chemische Industrie, speziell  für Düngemittel. Bestimmte Kulturen (Obst) vertragen wenig Chlorid, für solche Düngemittel werden daher Kaliumsulfate bevorzugt (z. B. aus Polyhalit).